# Pablo Difiori
Pablo Difiori, vollständiger Name Pablo Fabián Difiori Calentano, (* 16. Januar 1986 in Montevideo) ist ein uruguayischer Fußballspieler.

## Karriere

### Verein
Der 1,78 Meter große Offensivakteur Difiori (auch in der Schreibweise Di Fiori geführt) gehörte 2003 der Nachwuchsabteilung des montevideanischen Klubs Defensor Sporting an. Von 2006 bis mindestens Ende Februar 2009 spielte er für Juventud in Las Piedras. In der Spielzeit 2008/09 erzielte er dort zwei Treffer in der Primera División. Anschließend wird bis Mitte 2009 erneut Defensor als sein Arbeitgeber geführt. Es folgte von Juli 2009 bis Ende Januar 2011 ein Engagement beim Club Atlético Progreso. Teils werden danach bzw. zeitlich überschneidend mit Progreso Karrierestation beim Racing Club de Montevideo und bei APEP Pitsilia auf Zypern für ihn geführt. Während der Clausura 2011 war er bei El Tanque Sisley aktiv und wurde in fünf Erstligapartien (kein Tor) eingesetzt. In der Saison 2012/13 stand er in Reihen des Club Sportivo Cerrito. Ab Mitte Oktober 2013 setzte er seine Karriere bei Boston River fort. In der Apertura 2013 kam er dort in drei Spielen (kein Tor) der Segunda División zum Einsatz. Darüber hinaus sind für ihn im Profifußball bislang (Stand: 25. September 2016) weder Einsätze noch eine Kaderzugehörigkeit verzeichnet.

### Nationalmannschaft
Difiori gehörte der von Jorge Da Silva trainierten U-17-Auswahl Uruguays an, die an der U-17-Südamerikameisterschaft 2003 in Bolivien teilnahm.